# Asread.
Asread. (japanisch 株式会社アスリード kabushiki-gaisha asurīdo) ist ein japanisches Animationsstudio, das im November des Jahres 2003 von ehemaligen Xebec-Mitarbeitern gegründet wurde. Zu den bekanntesten Produktionen gehören die Anime-Umsetzungen zu Mirai Nikki, Corpse Party und Big Order.

## Werke
- 2005: Shuffle! (Fernsehserie)
- 2007: Shuffle! Memories (Fernsehserie)
- 2008: Ga-Rei-Zero (Fernsehserie)
- 2008: Minami-ke – Okawari (Fernsehserie)
- 2009: Minami-ke: Betsubara (OVA)
- 2009: Minami-ke: Okaeri (Fernsehserie)
- 2011: Mirai Nikki (Fernsehserie)
- 2013: Mirai Nikki Redial (OVA)
- 2013: Yūsha ni Narenakatta Ore wa Shibushibu Shūshoku o Ketsui Shimashita. (Fernsehserie)
- 2016: Big Order (Fernsehserie)
- 2018: Lord of Vermilion: The Crimson King (Fernsehserie)

## Nennenswertes
Im April des Jahres 2018 übernahm das Studio die Produktion der Animeserie Arifureta Shokugyō de Sekai Saikyō vom Animationsstudio White Fox, die allerdings als Partner die Serie ko-produzierte. Zu diesem Zeitpunkt war die Produktion der Serie weit fortgeschritten. Diese wurde nach dem Studiowechsel komplett verworfen und mit einem neuen Team von vorne begonnen. Da bereits für die verworfene Produktion ein Großteil des Budgets verwendet wurde, konnte das Studio die Arbeiten lediglich mit einem reduzierten Geldbetrag realisiert werden.